# Chāh-e Setāreh
Chāh-e Setāreh (persiska: چاه ستاره) är en ort i Iran.   Den ligger i provinsen Khorasan, i den nordöstra delen av landet, 500 km öster om huvudstaden Teheran. Chāh-e Setāreh ligger 1 253 meter över havet och antalet invånare är 171.
Terrängen runt Chāh-e Setāreh är platt åt nordost, men åt sydväst är den kuperad. Terrängen runt Chāh-e Setāreh sluttar norrut.Runt Chāh-e Setāreh är det ganska glesbefolkat, med 30 invånare per kvadratkilometer. Chāh-e Setāreh är det största samhället i trakten. Trakten runt Chāh-e Setāreh är ofruktbar med lite eller ingen växtlighet.